# 8235 Фраґонар
8235 Фраґонар (8235 Fragonard) — астероїд головного поясу, відкритий 24 вересня 1960 року.
Тіссеранів параметр щодо Юпітера — 3,522.